# Enragés
Die Enragés (französisch enragé: ‚wütend‘) waren eine sozialrevolutionäre politische Gruppierung, die sich Ende 1792 unter der Führung des Priesters Jacques Roux formierte. 

## Zusammensetzung
Als radikale Splittergruppe der Sansculotten waren die Enragés während der Französischen Revolution im Jahr 1793 tätig. Sie waren keine organisierte Partei, sondern eine Gruppe nur lose miteinander verbundener Akteure, die ähnliche Positionen vertraten und von ihren Gegnern mit dem negativ konnotierten Namen „Enragés“ bezeichnet wurden.
Zu den Enragés werden Jacques Roux, Jean Varlet, Théophile Leclerc, Pauline Léon und Claire Lacombe gezählt. Die beiden letzteren waren auch in der Gesellschaft der Revolutionären Republikanerinnen aktiv.

## Aktivitäten
Als sich von den übrigen Republikanern abhebende Gruppe traten die Enragés erst 1793 hervor, nachdem der König hingerichtet worden war und soziale Fragen in den Vordergrund traten. Varlet versuchte schon im März, einen Aufstand gegen die im Nationalkonvent führenden Girondisten zu initiieren. Weil die Kommune unter Pierre-Gaspard Chaumette und Jacques-René Hébert sich der Bewegung aber nicht anschließen wollte, verpuffte die Aktion. Im Mai 1793 spitzte sich der Konflikt zwischen Jakobinern und Girondisten im Konvent so weit zu, dass die Jakobiner und die Kommune nun eine von Varlet mitinitiierte revolutionäre Volksbewegung unterstützten, die am 2. Juni nach mehrtägiger Belagerung des Parlaments durch Volksmassen zum Ausschluss und der Verhaftung führender Girondisten aus dem Konvent führte.
Die Enragés vertraten darüber hinaus jedoch noch weitere Ziele sozialer und politischer Natur, die sie danach in Gegensatz zur Revolutionsregierung unter Führung von Maximilien de Robespierre brachten: im Zentrum stand die Forderung nach der Beteiligung Reicher an den Kosten der Revolution und der Hinrichtung von Hamsterern und Spekulanten, die für die schwierige Versorgungslage der Pariser Bevölkerung verantwortlich gemacht wurden. Die Jakobiner und auch die radikaleren Hébertisten wandten sich wegen dieser unterschiedlichen Ziele gegen die Enragés und schalteten sie im Herbst 1793 aus: Roux wurde verhaftet und beging angesichts des zu Erwartenden schließlich Selbstmord; Varlet und Leclerc zogen sich nach Inhaftierungen aus der Politik zurück; der Club der Revolutionären Republikanerinnen wurde im November von Chaumette geschlossen.

## Rezeption
Karl Marx erwähnte Roux und Leclerc in Die heilige Familie als bahnbrechende Vorläufer des Kommunismus. Die Enragés weckten auch deshalb vor allem das Interesse kommunistischer und linker Historiker. Insbesondere der DDR-Historiker Walter Markov veröffentlichte zahlreiche Beiträge zu Roux.
Die Konflikte zwischen den Jakobinern und den Sansculotten wurden im 20. Jahrhundert ausführlich von Daniel Guérin untersucht.
Im Mai 1968 wurde in bewusster Anknüpfung an die französische Revolution „Enragés“ als Selbstbezeichnung verwendet. Das Wort wird heute auch im generischen Sinn für extreme Gruppen verwendet.
Peter Weiss ließ Roux in seinem Drama Marat/Sade (1964) als Figur auftreten.